# 1184
| 1184               |
| ------------------ |
| Dødsfald - Fødsler |
| • Begivenheder     |

| Gregoriansk kalender | 1184 MCLXXXIV           |
| Ab urbe condita      | 1937                    |
| Armensk kalender     | 633 ԹՎ ՈԼԳ              |
| Kinesiske kalender   | 3880 – 3881 癸卯 – 甲辰 |
| Etiopisk kalender    | 1176 – 1177             |
| Jødisk kalender      | 4944 – 4945             |
| Hindukalendere       |                         |
| - Vikram Samvat      | 1239 – 1240             |
| - Shaka Samvat       | 1106 – 1107             |
| - Kali Yuga          | 4285 – 4286             |
| Iransk kalender      | 562 – 563               |
| Islamisk kalender    | 580 – 581               |

Konge i Danmark: Knud 6. 1182-1202
Se også 1184 (tal)

## Begivenheder
- 21. maj - under ledelse af krigsbispen Absalon besejrer den danske flåde i Østersøen den tyske kejsers vasal, hertug Bugislaw af Pommern
- 15. juni - Slaget ved Fimreite hvor Sverre Sigurdsson sejrer over Magnus Erlingsson